# Genas
Pour les articles homonymes, voir Genas (homonymie).
 (juillet 2012).
Si vous disposez d'ouvrages ou d'articles de référence ou si vous connaissez des sites web de qualité traitant du thème abordé ici, merci de compléter l'article en donnant les références utiles à sa vérifiabilité et en les liant à la section « Notes et références ».
Genas [ʒənas] est une commune française, située à l'Est de la couronne péri-urbaine de Lyon dans le département du Rhône en région Auvergne-Rhône-Alpes. Ses habitants sont appelés les Genassiens.

## Géographie
Les communes limitrophes sont  Chassieu, Colombier-Saugnieu, Meyzieu, Pusignan, Saint-Bonnet-de-Mure et Saint-Priest.
Située à 15 km à l'est de Lyon, la commune appartient au département de l'Isère avant d'être rattachée à celui du Rhône en 1968. Elle fait partie des communes dites de l'Est lyonnais. Elle tire son nom de la famille de Genas. 

### Communes limitrophes
|              | Meyzieu              | Pusignan           |
| Chassieu     | Genas                |                    |
| Saint-Priest | Saint-Bonnet-de-Mure | Colombier-Saugnieu |

### Climat
Pour des articles plus généraux, voir Climat d'Auvergne-Rhône-Alpes et Climat du Rhône.
En 2010, le climat de la commune est de type climat océanique altéré, selon une étude du Centre national de la recherche scientifique s'appuyant sur une série de données couvrant la période 1971-2000. En 2020, Météo-France publie une typologie des climats de la France métropolitaine dans laquelle la commune est dans une zone de transition entre le climat semi-continental et le climat de montagne et est dans la région climatique  Bourgogne, vallée de la Saône, caractérisée par un bon ensoleillement (1 900 h/an), un été chaud (18,5 °C), un air sec au printemps et en été et des vents faibles. 
Pour la période 1971-2000, la température annuelle moyenne est de 11,8 °C, avec une amplitude thermique annuelle de 18,1 °C. Le cumul annuel moyen de précipitations est de 890 mm, avec 8,9 jours de précipitations en janvier et 6,6 jours en juillet. Pour la période 1991-2020, la température moyenne annuelle observée sur la station météorologique de Météo-France la plus proche, « Lyon-Bron », sur la commune de Bron à 7 km à vol d'oiseau, est de 13,0 °C et le cumul annuel moyen de précipitations est de 820,8 mm,. Pour l'avenir, les paramètres climatiques de la commune estimés pour 2050 selon différents scénarios d'émission de gaz à effet de serre sont consultables sur un site dédié publié par Météo-France en novembre 2022.
| Mois                                  | jan.           | fév.             | mars             | avril           | mai             | juin           | jui.           | août           | sep.            | oct.            | nov.            | déc.             | année      |
| ------------------------------------- | -------------- | ---------------- | ---------------- | --------------- | --------------- | -------------- | -------------- | -------------- | --------------- | --------------- | --------------- | ---------------- | ---------- |
| Température minimale moyenne (°C)     | 1,1            | 1,4              | 4,2              | 7,2             | 11,2            | 15             | 17             | 16,6           | 12,8            | 9,6             | 4,9             | 2                | 8,6        |
| Température moyenne (°C)              | 4,1            | 5,2              | 9                | 12,3            | 16,3            | 20,3           | 22,6           | 22,3           | 17,9            | 13,7            | 8,1             | 4,8              | 13         |
| Température maximale moyenne (°C)     | 7,1            | 9                | 13,8             | 17,4            | 21,5            | 25,6           | 28,2           | 28             | 23,1            | 17,7            | 11,4            | 7,7              | 17,5       |
| Record de froid (°C) date du record   | −23 23.01.1963 | −22,5 14.02.1929 | −10,5 07.03.1971 | −4,4 10.04.1949 | −3,8 01.05.1938 | 2,3 01.06.1959 | 6,1 07.07.1962 | 4,6 25.08.1940 | 0,2 24.09.1928  | −4,5 31.10.1950 | −9,4 30.11.1925 | −24,6 22.12.1938 | −24,6 1938 |
| Record de chaleur (°C) date du record | 19,1 10.01.15  | 21,9 25.02.21    | 26 31.03.21      | 30,1 16.04.1949 | 34,2 16.05.1945 | 38,4 27.06.19  | 40,4 24.07.19  | 41,4 24.08.23  | 35,8 05.09.1949 | 30,6 09.10.23   | 23 02.11.1924   | 20,2 18.12.1989  | 41,4 2023  |
| Ensoleillement (h)                    | 711            | 1 024            | 1 737            | 1 977           | 2 238           | 2 565          | 2 881          | 2 631          | 2 041           | 1 314           | 789             | 587              | 20 495     |
| Précipitations (mm)                   | 49,8           | 41,6             | 49,4             | 68,9            | 80,9            | 74,1           | 67,4           | 65,5           | 82,5            | 99,8            | 87,2            | 53,7             | 820,8      |

## Urbanisme

### Typologie
Au 1er janvier 2024, Genas est catégorisée ceinture urbaine, selon la nouvelle grille communale de densité à sept niveaux définie par l'Insee en 2022.
Elle appartient à l'unité urbaine de Lyon, une agglomération inter-départementale regroupant 123  communes, dont elle est une commune de la banlieue,,. Par ailleurs la commune fait partie de l'aire d'attraction de Lyon, dont elle est une commune de la couronne,. Cette aire, qui regroupe 397 communes, est catégorisée dans les aires de 700 000 habitants ou plus (hors Paris),.

### Occupation des sols
L'occupation des sols de la commune, telle qu'elle ressort de la base de données européenne d’occupation biophysique des sols Corine Land Cover (CLC), est marquée par l'importance des territoires agricoles (68,5 % en 2018), en diminution par rapport à 1990 (75,9 %). La répartition détaillée en 2018 est la suivante : 
terres arables (67,2 %), zones urbanisées (21 %), zones industrielles ou commerciales et réseaux de communication (10,5 %), zones agricoles hétérogènes (1,3 %). L'évolution de l’occupation des sols de la commune et de ses infrastructures peut être observée sur les différentes représentations cartographiques du territoire : la carte de Cassini (XVIIIe siècle), la carte d'état-major (1820-1866) et les cartes ou photos aériennes de l'IGN pour la période actuelle (1950 à aujourd'hui).

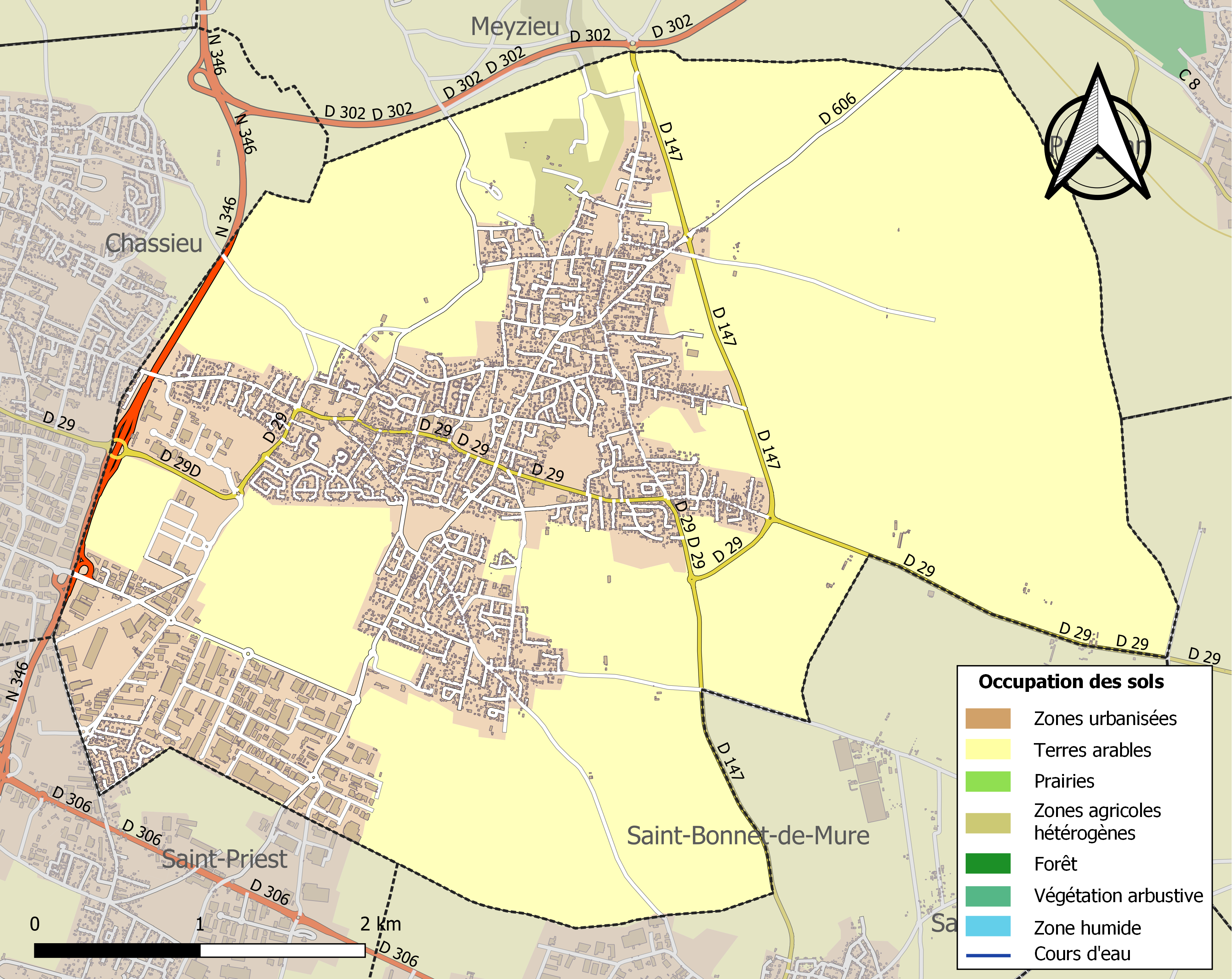
Carte des infrastructures et de l'occupation des sols de la commune en 2018 (CLC).

## Toponymie
Selon une interprétation, Genas vient du nom gaulois Gaunos.
Le nom de Genas est aussi à rattacher à la famille de Genas qui était seigneur du lieu jusqu'au début du XIV° siècle. 

## Histoire
Des tombes de soldats gaulois ont livré épées et lances en fer.

### Antiquité
Située en plein centre du pays du Velin, la ville de Genas s'est implantée sur une moraine glaciaire datant de l'époque du Riss récent.
Les premiers habitants connus seraient donc des Velauni, membres de la tribu des Allobroges[réf. nécessaire] (des sarcophages découverts lors de fouilles archéologiques au chemin de sous les vignes en attestent), lesquels après une série de batailles sanglantes furent écrasés par les Romains : ainsi le futur Dauphiné s'inclut dans la province romaine de la Narbonnaise à partir de -22 et la Pax Romana régna longtemps sur le territoire de la commune.
Un simple coup d'œil sur la plaine dominée par la côte Bernard permet facilement de retrouver le cadastre gallo-romain.
Les grandes invasions sont, pour l'ensemble de la Gaule, une période particulièrement trouble, et la découverte de sarcophages au chemin de dessus les vignes atteste l'occupation humaine.

### Moyen Âge
Au Moyen Âge, Genas et Azieu forment deux communautés distinctes, la seconde dominant l'autre. Genas change souvent de maître, dont le premier connu s'appelle Jean de Genas, puis suivent de nombreux autres seigneurs jusqu'aux sires de Chandieu. Les troubles dus à la guerre de Cent Ans semblent avoir affecté les deux villages. En 1430, le prince d'Orange aurait démolie la bâtie d'Azieu, dont on peut voir des vestiges à Mathan.

### De la Renaissance à la Révolution française
À la Renaissance et jusqu'à la Révolution française, rien ne vient troubler la vie des Genassiens. C'est pendant cette période que seront construits la plupart des châteaux situés sur la commune. En 1789, on dénombre une population d'environ 540 habitants.
La vie genassienne va s'écouler tranquillement : quelques siècles de paix permettent aux habitants de cultiver la vigne dont il reste des traces, les mûriers et le blé.
C'est de cette époque que datent les premiers châteaux situés sur le territoire de la commune, comme le château Gandil. Lentement, le centre de gravité de la vie locale se déplace d'Azieu vers le bourg de Genas, à la veille de 1789, la commune compte 537 habitants.
La première municipalité en 1790 sera dirigée par Antoine Ollagnon. Lors de la révolte des Lyonnais et le siège de la ville par les armées de la Convention des Genassiens seront réquisitionnés ainsi que de la nourriture et des animaux[réf. nécessaire]. Cette situation agace les Genassiens, qui accueillent favorablement l'avènement de l'Empire. La crise frumentaire et les évènements parisiens atteignent bien sûr Genas, avec toutefois un léger décalage dans le temps.

### LeXIXesiècle

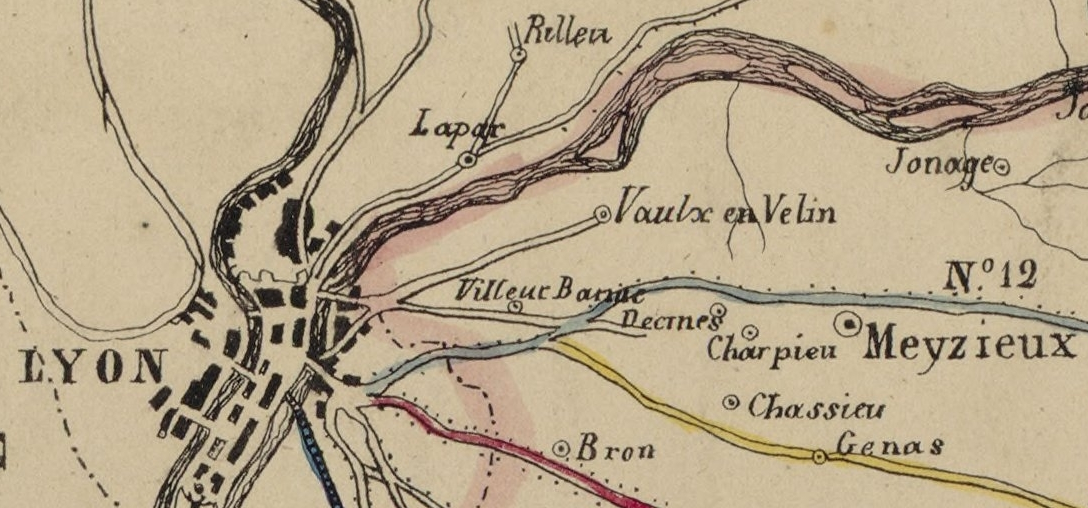
Un plan des années 1840 montrant Genas en Isère.

Le XIXe siècle est l'époque du premier grand essor genassien : la révolution industrielle bouleverse les mentalités, les modes de vie et Genas, en 1861, compte plus de 2 000 habitants. Si l'agriculture constitue encore la principale richesse économique, il faut aussi tenir compte de l'industrie du velours qui fait vivre environ 400 personnes. Quant aux fabriques de tuiles, importantes à l'époque, comme en témoigne une « rue des Tuileries », elles subsistent jusqu'en 1930. Néanmoins, si la commune se développe, l'harmonie ne règne pas toujours entre les habitants. Ainsi la vieille rivalité opposant habitants du bourg à ceux d'Azieu dégénère parfois en querelles et conflits[réf. nécessaire] : ceci explique la construction de deux églises et de deux groupes scolaires. Le fort de Genas est édifié entre 1886 et 1890.

### LeXXesiècleet l'époque contemporaine

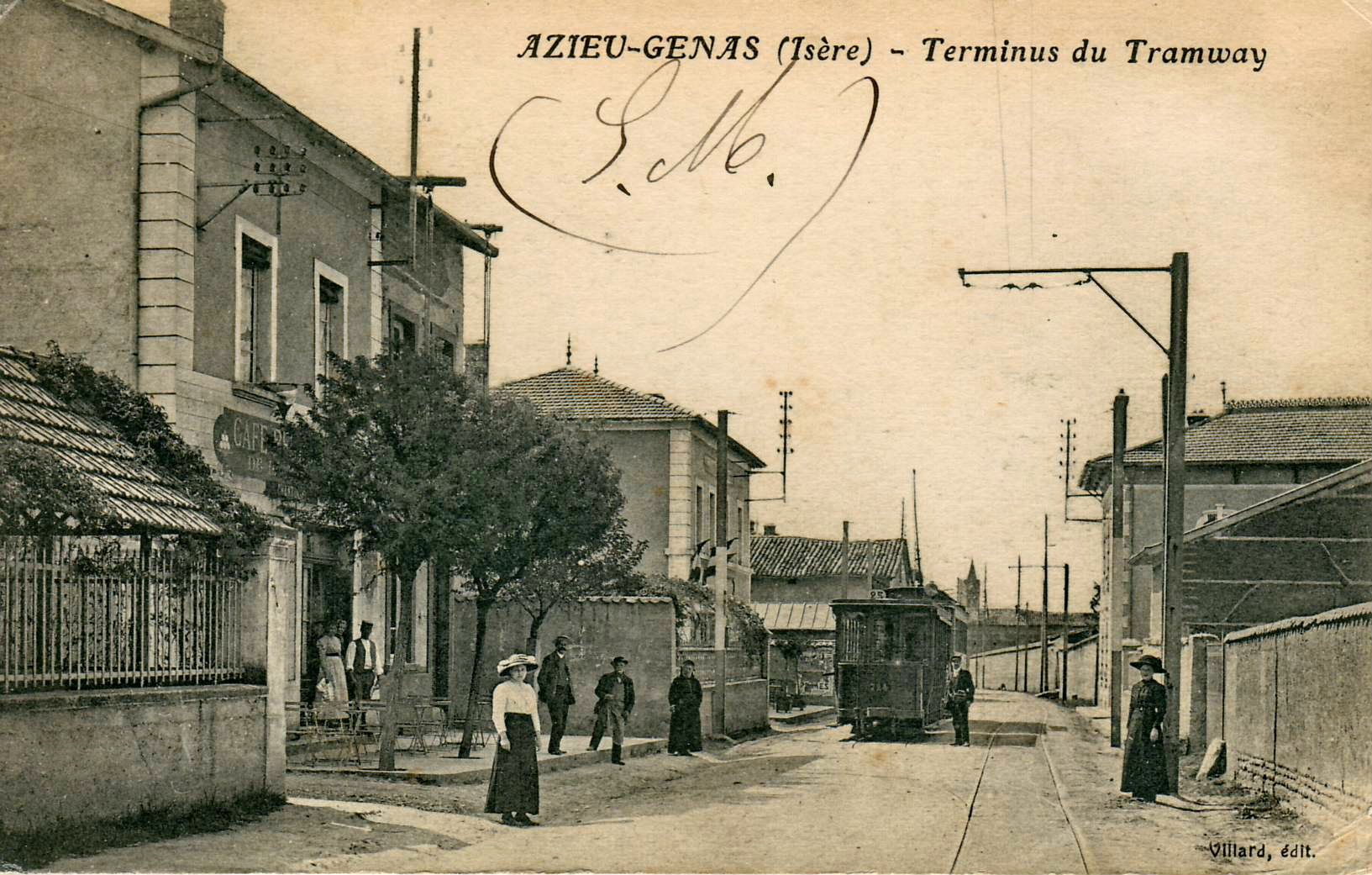
Le terminus du tramway à Genas à la veille de la Première Guerre mondiale.

La construction d'un tramway fait de Genas un des lieux favoris des Lyonnais à la recherche de calme et d'air pur, notamment à l'étang de Mathan. Au cours de la Première Guerre mondiale, 92 habitants de Genas et Azieu périssent, cependant que cinq morts sont à déplorer du fait de la Seconde Guerre mondiale.
Le 12 juillet 1944, au lieu-dit Bouvaret, les Allemands exécutèrent vingt-deux détenus de la Prison Montluc.
En 1945, on dénombre 1 630 habitants. Les Trente Glorieuses qui suivent le second conflit mondial vont, en un très court laps de temps, modifier le paysage communal : la ville subit une forte poussée démographique, l'agriculture régresse inexorablement, une zone d'activité est créée et de nombreux employés et cadres viennent se fixer à Genas. 
Aujourd'hui, Genas regroupe Azieu, Ratabizet[réf. souhaitée], Vurey et le bourg de Genas.

## Politique et administration

### Tendances politiques et résultats
- Élection municipale partielle de 2007

À la suite d'une condamnation pénale en novembre 2006, Michel Bonnefois est contraint de démissionner de son poste de maire et le conseil municipal le remplace par Michel Loeï, son premier adjoint. Le 20 décembre 2006, la Cour d'appel de Lyon permet à Michel Bonnefois de redevenir éligible et celui-ci tente de reconquérir son mandat. Michel Bonnefois demande donc et obtient la démission d'un tiers du conseil municipal pour provoquer de nouvelles élections.
Le nouveau scrutin se déroule les 18 et 25 mars 2007. La liste G.E.N.A.S. conduite par Michel Bonnefois est opposée à celle de son ancien colistier et premier adjoint, ainsi qu'à deux autres listes de droite et une liste de gauche Genas pour tous menée par Jean-Baptiste Ducatez. Michel Loeï conserve alors son fauteuil de maire.
- Élection municipale de 2008

Les élections de mars 2008 changent de nouveau la donne. Michel Loeï ne réussit pas à conserver son siège et Daniel Valéro, gendre de Michel Bonnefois, permet à son clan de regagner la commune.
Depuis 2008, le conseil municipal de 33 élus est constitué de trois groupes, le groupe majoritaire de Daniel Valéro (UMP), le groupe de Patrick Mathon (ex-groupe de Michel Loeï - UMP) et le groupe de Jean-Baptiste Ducatez (Divers gauche).
Le 17 novembre 2011, les agents municipaux se mettent en grève pour exprimer leur ras-le-bol et dénoncer la gouvernance à la tête de la municipalité et ses conséquences sur les employés. La municipalité n’avait auparavant jamais connu de grève.
Le 27 septembre 2012, le groupe « Genas pour Tous » et trois anciens adjoints de Daniel Valéro, Myriam Martin, Christophe Ulrich et Gilles Blanchard créent un nouveau groupe au sein du conseil municipal sous le nom de « Unis pour Genas ».
- Élection municipale de 2014

En juin 2013, le groupe d’élus au conseil municipal « Unis pour Genas », mené par Christophe Ulrich (ancien adjoint aux sports de Daniel Valéro) et Jean-Baptiste Ducatez, annonce le lancement d’une liste de rassemblement sans étiquette pour les municipales de 2014. Le 23 mars, elle est opposée à la liste « Genas, c'est ma nature » de Daniel Valéro qui l'emporte largement en obtenant 65,94 % des voix et 28 élus.
- Élection municipale de 2020

### Administration municipale
| Période                                  | Période                   | Identité              | Étiquette            | Qualité |
| ---------------------------------------- | ------------------------- | --------------------- | -------------------- | --- |
| Les données manquantes sont à compléter. |                           |                       |                      | |
| février 1790                             | décembre 1790 (démission) | Antoine Olagnon       |                      | Colonel de la Garde française |
| décembre 1790                            | 1792                      | Claude Roibet         |                      | |
| décembre 1792                            | décembre 1792             | Alexandre Ruat        |                      | |
| décembre 1792                            | décembre 1793             | Jean-Raymond Gabriel  |                      | Prêtre réfractaire |
| 1794                                     | 1795                      | François Berlioz      |                      | |
| 1796                                     | 1801                      | Joseph Roibet         |                      | |
| 1801                                     | 1811                      | Claude Buisson        |                      | |
| juillet 1811                             | 1815                      | Joseph Larnage        |                      | |
| 1815                                     | 1815 (démission)          | M. Roybet             |                      | |
| août 1815                                | 1848                      | Laurent Quentin       |                      | Notaire |
| août 1848                                | 1871                      | Jean Deboille         |                      | |
| 1871                                     | 1874                      | Jean Tardy            |                      | |
| 1874                                     | 1878                      | Jean-Antoine Deboille |                      | |
| 1878                                     | 1880                      | Jean Tardy            |                      | |
| 1880                                     | 1882                      | Jean Bouvier          |                      | |
| 1882                                     | mai 1896                  | François Quentin      |                      | |
| mai 1896                                 | juin 1901                 | Claudius Reymond      |                      | |
| 1901                                     | 1902                      | Mathieu Bouvier       |                      | |
| 1902                                     | 1902                      | Francis Coquet        | Républicain          | Avocat au barreau de Lyon Conseiller général de Meyzieu (1896 → 1902) |
| 1902                                     | 1912                      | François Payet        |                      | |
| 1912                                     | 1919                      | Claude Bouvard        |                      | |
| 1919                                     | 1927                      | Armand Castinel       |                      | |
| 1927                                     | mai 1935                  | Louis Rey             |                      | |
| mai 1935                                 | 1941                      | François Bornicat     |                      | |
| 1941                                     | 1944                      | Aimé Dalbion          |                      | Président de la délégation spéciale |
| septembre 1944                           | janvier 1945              | Marcel Krumnacker     |                      | |
| janvier 1945                             | 1951                      | Jean Bornicat         |                      | |
| mai 1951                                 | 1963 (décès)              | Henri Réaux           |                      | |
| mai 1963                                 | avril 1968 (démission)    | Benoît Bornicat       | SFIO                 | |
| avril 1968                               | mars 1969 (démission)     | Albert Decombe        |                      | |
| mars 1969                                | juin 1995                 | Paul Pervangher       | DVD                  | Président du District de Meyzieu Président de la CC de l'Est lyonnais (1994 → 1995) |
| juin 1995                                | novembre 2006 (démission) | Michel Bonnefois      | RPR puis UMP         | Chef d'entreprise (mécanique générale) Adjoint au maire chargé des sports (1989 → 1995) Vice-président de la CC de l'Est lyonnais (1995 → 2006)                                                       |
| mars 2007                                | mars 2008                 | Michel Loeï           | UMP puis NC          | Retraité, ancien premier adjoint Élu à la suite d'une élection municipale partielle |
| mars 2008                                | En cours                  | Daniel Valéro         | UMP-LR puis Horizons | Chargé d'affaires Conseiller départemental de Genas (2015 → ) Vice-président délégué du conseil départemental (2015 → ) Président de la CC de l'Est lyonnais (2024 → ) Réélu pour le mandat 2020-2026 |

### Intercommunalité
La commune fait partie de la communauté de communes de l'Est Lyonnais (CCEL). Née le 29 décembre 1993, elle rassemblait à son origine 6 communes, dont la Ville de Genas : Colombier-Saugnieu, Genas, Jons, Pusignan, Saint-Bonnet de Mure et Saint-Laurent de Mure. En 2013, 2 nouvelles communes ont intégré la CCEL : Saint-Pierre-de-Chandieu et Toussieu, portant le bassin de vie à près de 40 000 habitants répartis sur un territoire de 14000 hectares.

### Jumelage
Ronshausen (Allemagne).

## Population et société

### Démographie
L'évolution du nombre d'habitants est connue à travers les recensements de la population effectués dans la commune depuis 1793. Pour les communes de plus de 10 000 habitants les recensements ont lieu chaque année à la suite d'une enquête par sondage auprès d'un échantillon d'adresses représentant 8 % de leurs logements, contrairement aux autres communes qui ont un recensement réel tous les cinq ans,.

En 2022, la commune comptait 13 446 habitants, en évolution de +6,51 % par rapport à 2016 (Rhône : +3,93 %, France hors Mayotte : +2,11 %).
| 1793 | 1800 | 1806 | 1821  | 1831  | 1836  | 1841  | 1846  | 1851  |
| ---- | ---- | ---- | ----- | ----- | ----- | ----- | ----- | ----- |
| 703  | 711  | 835  | 1 427 | 1 575 | 1 590 | 1 716 | 1 835 | 1 907 |

| 1856  | 1861  | 1866  | 1872  | 1876  | 1881  | 1886  | 1891  | 1896  |
| ----- | ----- | ----- | ----- | ----- | ----- | ----- | ----- | ----- |
| 2 036 | 2 142 | 2 070 | 1 962 | 2 038 | 1 926 | 2 129 | 1 978 | 1 913 |

| 1901  | 1906  | 1911  | 1921  | 1926  | 1931  | 1936  | 1946  | 1954  |
| ----- | ----- | ----- | ----- | ----- | ----- | ----- | ----- | ----- |
| 1 784 | 1 769 | 1 633 | 1 582 | 1 641 | 1 696 | 1 631 | 1 778 | 2 022 |

| 1962  | 1968  | 1975  | 1982  | 1990  | 1999   | 2006   | 2011   | 2016   |
| ----- | ----- | ----- | ----- | ----- | ------ | ------ | ------ | ------ |
| 2 092 | 2 828 | 4 710 | 5 471 | 9 316 | 11 140 | 11 562 | 12 321 | 12 624 |

| 2021   | 2022   | - | - | - | - | - | - | - |
| ------ | ------ | - | - | - | - | - | - | - |
| 13 483 | 13 446 | - | - | - | - | - | - | - |

### Enseignement
Genas compte quatre écoles publiques (Jean-d'Azieu, Nelson-Mandela, Joanny-Collomb, Anne-Frank) et une école privée (Jeanne-d'Arc). Il y a un collège public Louis-Leprince-Ringuet) et un privé (Jeanne-d'Arc).

### Sports
La ville de Genas comporte de nombreux clubs sportifs :
- Football : L’Éveil Sportif Genas Azieu Foot (ESGA Foot)[31],[32]
- Rugby : Le Club Rugby de l'Est Lyonnais (REEL XV)[33]
- Basketball : L’Éveil Sportif Genas Azieu Basket (ESGA Basket)[34]
- Handball : L’Éveil Sportif Genas Azieu Handball (ESGA Handball)[35]
- Badminton : L’Éveil Sportif Genas Azieu Badminton (ESGA Badminton)[36]
- Tennis : Tennis Club de Genas
- Judo : L’Éveil Sportif Genas Azieu Judo (ESGA Judo)

## Culture locale et patrimoine

### Lieux et monuments

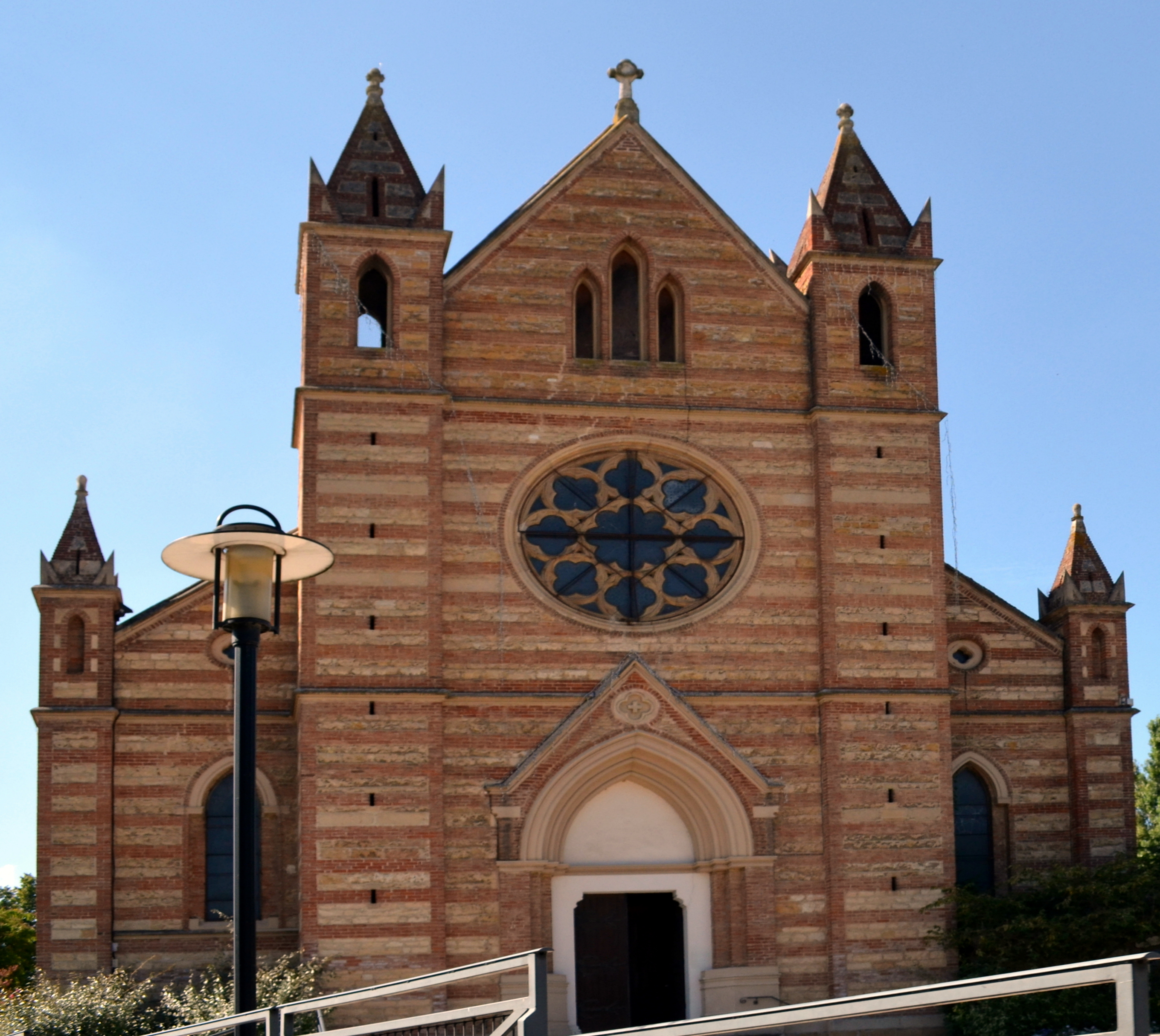
L'église Saint-Barthélémy.

- L'église Saint-Barthélémy ;
- le fort de Genas.

### Personnalités liées à la commune
- Marie-Louise Meunier (1890-1945), résistante, morte en déportation.
- Henri Debiez (1920-1944), résistant, Compagnon de la Libération, fusillé à Genas.
- Roger Muraro (né en 1959), pianiste, il grandit à Genas où il commence le saxophone puis le piano. Il a également fait partie de l'harmonie de la commune.

### Héraldique
|  | Les armes de la commune de Genas se blasonnent ainsi : Écartelé : au premier et au quatrième d'or aux deux branches de genêt de sinople passées en sautoir, au deuxième et au troisième de gueules à l'aigle d'argent becquée et membrée d'or (Spifame). |

On trouve aussi ce blason sur le fronton de la porte d'entrée du château de Genas, à Cléon d'Andran (Drôme).